# Richard J. Golsan
Richard J. Golsan es un historiador estadounidense, especializado en el estudio de la Francia contemporánea.
Es autor de obras como Vichy's Afterlife: History and Counterhistory in Postwar France (University of Nebraska Press, 2000), René Girard and Myth: An Introduction (Routledge, 2002), sobre el escritor francés René Girard, French Writers and the Politics of Complicity (The Johns Hopkins University Press, 2005), entre otras.
Ha sido también editor de Fascism, aesthetics and culture (University Press of New England, 1992), Memory, the Holocaust, and French Justice: The Bosquet and Touvier Affairs (University Press of New England, 1996), Gender and Fascism in Modern France (University Press of New England, 1997), junto a Melanie Hawthorne, o The Papon Affair: Memory and Justice on Trial (Routledge, 2000), sobre el juicio de Maurice Papon.